# Charlotte Canning, grevinnan Canning
Charlotte Canning, grevinnan Canning, född 31 mars 1817, död 18 november 1861, var en engelsk målare och den första vicedrottningen i Brittiska Indien 1858–1861.
Hon var lady of the Bedchamber till Viktoria av Storbritannien 1842–1855. Hon var från 1835 gift med Charles Canning, 1:e earl Canning
Hennes make blev 1856 Brittiska Ostindiska Kompaniets generalguvernör i Indien, och blev Storbritanniens förste Vicekung över Indien 1858; det var då frågan om att han kvarblev i samma ställning men bytte titel när Indien formellt blev en brittisk koloni. Charlotte blev då vicedrottning, men det innebar ingen reell förändring. Paret bodde kvar i Government House i Calcutta och hon fortsatte att spela rollen som guvernörshustru, vilket innebar att vara huvudvärdinna för den brittiska befolkningens sällskapsliv och visa intresse för lokal välgörenhet. 
Hon är också känd som målare, och har efterlämnat 350 tavlor i vattenfärg med avbildningar av det samtida Indien. 
En särskild typ av sötsak i Bengalen, Ledikeni, har sitt namn efter henne. 